# Ivelisse Vélez
Ivelisse Milagro Vélez (Ponce, 21 settembre 1987) è una wrestler portoricana.

## Carriera

### Circuito indipendente (2005–2010)
Ivelisse Vélez iniziò a praticare wrestling all'età di 15 anni a Porto Rico. Sotto la guida di Carlos Colon, ebbe un piccolo stint nella World Wrestling Council. Dopo ulteriori allenamenti, debuttò nella International Wrestling Association di proprietà di Savio Vega e dopo qualche anno trasferisce a Chicago.

### WWE Tough Enough(2010–2011)
Il 4 aprile 2011 viene selezionata come una dei 14 partecipanti alla quinta stagione di WWE Tough Enough, ma poco prima delle finali fu costretta a ritirarsi a causa di un infortunio.

### Florida Championship Wrestling (2011–2012)
Dopo essersi ripresa, l'11 novembre 2011 firma un contratto di sviluppo con la WWE che era rimasta ben impressionata dalle sue doti e viene mandata alla Florida Championship Wrestling, suo territorio di sviluppo. Fa il suo debutto il 10 novembre al Tampa Show in un 6-diva tag team match in squadra con Caylee Turner e Raquel Diaz perdendo contro il trio formato da Naomi, Cameron Lynn e Audrey Marie.
Nella puntata del 25 dicembre, vince un match di coppia insieme a Caylee Turner contro Cameron Lynn e Kaitlyn. Nel primo show del 2012, camba ring name in "Sofia Cortez" e prende parte ad una 6-diva battle royal che vede trionfare Audrey Marie. Nella puntata del 4 marzo, ha una chance al FCW Divas Championship in un triple threat match insieme a Audrey Marie e Raquel Diaz, ma quest'ultima riesce a difende la cintura. Nella puntata dell'11 marzo, Sofia perde da Audrey Marie e dopo la sconfitta attacca la rivale insieme a Raquel Diaz e Paige formando una stable chiamata "The Anti-Divas".
Dopo la chiusura della Florida Championship Wrestling, viene spostata insieme agli altri talenti nel nuovo settore di sviluppo denominato NXT. Qui, nella puntata del 4 luglio, debutta sconfiggendo la sua ex compagna in FCW Paige.
L'11 agosto 2012, viene licenziata.

### Total Nonstop Action (2012–2013)
L'11 ottobre 2012, combatte un dark match per la Total Nonstop Action Wrestling, dove perde contro Tara. Il 24 febbraio 2013, viene riportato che Ivelisse Vélez prenderà parte al TNA Gut Check e nella puntata di Impact del 28 febbraio, sconfigge per sottomissione Lei'D Tapa, ma il 7 marzo viene eliminata dalla competizione. Il 6 settembre ritorna nella compagnia durante il PPV One Night Only TNA Knockout Knockdown dove viene sconfitta da Lei'D Tapa. Il 6 dicembre al PPV One Night Only TNA World Cup Of Wrestling viene presentata come membro del team Aces & Eights, sconfiggendo Mickie James, membro del team USA, avanzando in finale dove vengono sconfitti proprio dal team USA.

### Circuito indipendente (2013–presente)
Dal 2013 lotta per varie federazioni del circuito indipendente tra cui la Florida Underground Wrestling oppure la Family Wrestling Entertainment. Ivelisse in questo periodo si allena anche nelle arti marziali miste. Il 4 ottobre 2012, debutta nella Family Wrestling Entertainment, come special guest insieme a Maryse. Nell'evento, Vélez attacca Katarina Leigh dopo la sua sconfitta con Maria Kanellis contro Angelina Love e Velvet Sky. Nel mese di dicembre viene annunciata come un nuovo membro della Los Perros del Mal e debutta nella stable il 1º gennaio 2013, dove ha fatto coppia con Cósmico e Eita sconfiggendo Celestial, Flamita e Sexy Lady. Il 21 aprile ha sconfitto Alissa Flash conquistando il PWR Women's Championship, perdendolo l'11 maggio contro l'ex campionessa.
Il 4 ottobre 2014 ha sconfitto Maria Kanellis conquistando l'FWE Women's Championship, che ha poi perso la sera stessa contro Candice LeRae. Il 28 novembre debutta per la Lucha Libre AAA Worldwide, facendo coppia con Faby Apache sconfiggendo Sexy Star e Taya.
Il 16 novembre 2012 debutta nella Shine Wrestling dove è stata sconfitta da Athena. L'11 gennaio forma la stable Valkyrie che comprende anche Rain, Allysin Kay, Taylor Made e April Hunter e ll 23 marzo, le Valkyrie hanno sconfitto Amazing Kong, Angelina Love, Mia Yim e Christina Von Eerie.
Vince lo Shine Championship il 24 gennaio 2014, sconfiggendo Rain e successivamente viene cacciata dalle Valkyrie. Difende il titolo all'assalto di Mercedes Martinez, Leva Bates, Jazz e Serena Deeb, per poi perderlo il 16 novembre per mano di Mia Yim. Vince nuovamente il titolo il 17 giugno 2016, in un four-way match che comprendeva la campionessa Taylor Made, Madison Eagles e Allysin Kay.

### Lucha Underground (2014–2019)
Il 4 novembre 2014 debutta nella Lucha Underground, facendo squadra con Son of Havoc venendo sconfitti da Sexy Star e Chavo Guerrero Jr.. Successivamente forma una stable insieme ad Havoc Angelico, e l'8 febbraio 2015 diventano la prima squadra ad aver vinto il Trios Championship. Difendono i titoli in diverse occasioni per poi perderli il 29 luglio contro i Disciples of Death, a causa di una distrazione di Catrina.
Nel gennaio 2019, Vélez comunica che Lucha Underground non vuole sciogliere il suo contratto, nonostante non ci fossero piani per una nuova stagione, dopo che ha cercato di ottenere un licenziamento da oltre un anno. Il 25 marzo, in seguito ad una class action, le viene concessa la rescissione del contratto.

### All Elite Wrestling (2019–2021)
Il 31 agosto 2019, ha preso parte alla 21-Women Casino Battle Royal tenutasi al pay-per-view della All Elite Wrestling All Out, senza però vincere l'incontro. Ivelisse fa il suo debutto televisivo nella puntata di AEW Dynamite del 22 luglio 2020, dove è stata sconfitta da Diamante. Il 10 agosto prende parte all'AEW Women's Tag Team Cup Tournament: The Deadly Draw, e in seguito al sorteggio, viene affiancata a Diamante. Le due hanno sconfitto Rachael Ellering e Dasha nei quarti di finale, Tay Conti e Anna Jay in semifinale, per poi vincere la finale contro Allie e Brandi Rhodes.
L'11 settembre tentò senza successo l'assalto all'NWA World Women's Championship di Thunder Rosa.
Dopo diversi mesi in cui è apparsa sporadicamente, il 14 aprile 2021, è stata licenziata in seguito ad un violento alterco avvenuto nel backstage con Thunder Rosa.

## Personaggio

### Mosse finali
- Guillotine choke
- Sunset flip powerbomb
- Wheelbarrow DDT

### Soprannomi
- "The Anti-Diva"
- "The Baddest Bitch In The Building"
- "The Huntress"

### Wrestler assistiti
- Britani Knight
- Rick Victor

## Titoli e riconoscimenti
- Family Wrestling Entertainment
  - FWE Women's Championship (1)
- Lucha Underground

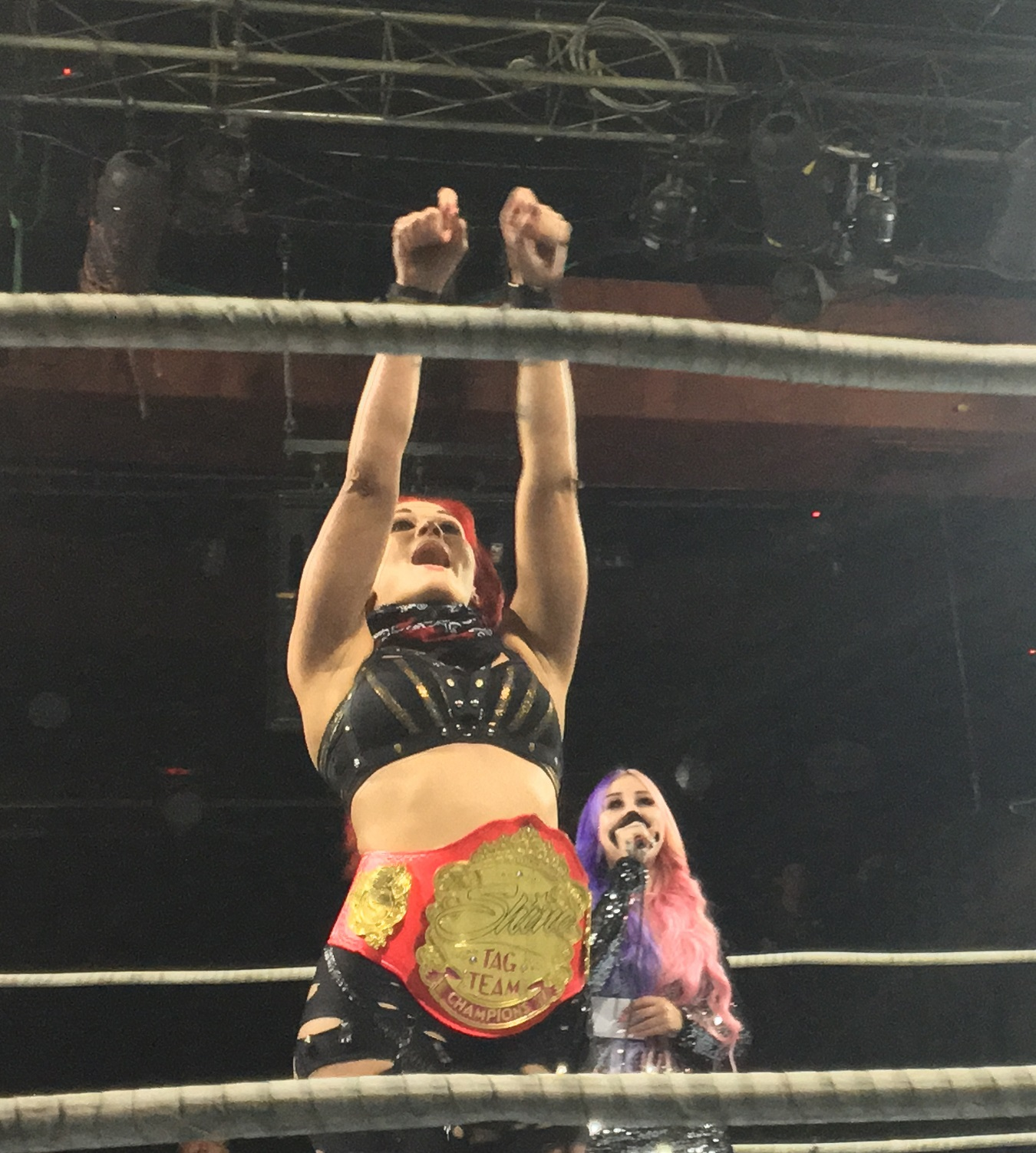
Ivelisse Vélez con lo Shine Tag Team Championship nel 2017

  - Lucha Underground Trios Championship (2) – con Angélico e Son of Havoc
- Pro Championship Wrestling
  - PCW Women's Championship (2)
- Pro Wrestling Illustrated
  - 7ª tra le 50 migliori wrestler femminili nella PWI Female 50 (2014)
- Pro Wrestling Revolution
  - PWR Women's Championship (1)
- Shine Wrestling
  - Shine Championship (3)
  - Shine Tag Team Championship (1) – con Mercedes Martinez
- Southwest Wrestling Entertainment
  - SWE Championship (1)
- Title Match Wrestling Network
  - Ladies Night Out Championship (1)
- Vanguard Wrestling All-Star Alliance
  - VWAA Women's Championship (3)
- World Wrestling League
  - WWL Goddess Championship (1)
- Wrestling Superstar
  - Wrestling Superstar Women's Championship (1)
- Wrestling Observer Newsletter
  - Worst Gimmick (2013) – come membro degli Aces & Eights